# Dudley
Dudley é uma cidade no condado de Midlands Ocidental, Inglaterra. Tem uma história antiga, sendo já mencionada no censo do Domesday Book, de 1086, como Dudelei.